# やめられない、とまらない
『やめられない、とまらない』は、カルビーかっぱえびせんのキャッチコピー。
スナック菓子の歴史に残る名コピーと言われており、現代においては慣用句として用いられている。
1964年かっぱえびせん発売、公式的には1969年からこのコピーを用いたCMが始まったとしている。CM登場当時大流行し、かっぱえびせんのブランドイメージが確立し、カルビーの社名が全国的に知られるようになった。なおパッケージにキャッチフレーズが入ったのは1999年から。2000年カルビーはかっぱえびせんと同時に商標登録（第4413657号）、2005年キャッチフレーズ単体で登録（第4913278号・第4913279号）、2016年音登録（第5886594号）している。

## 発案
発案者については諸説あり、カルビーの回答も一貫していない。
カルビー公式
- 1995年刊綱島理友『お菓子帖』の中で「広告代理店のスタッフが述べた商品への感想がそのままキャッチコピーになった」としている[6]。
- 1999年頃の雑誌に発案者不明として掲載[7]。
- 2005年取材に対して「CM用に東京の広告代理店が考えた」と答えている[1]。
- 2016年から「社員が考えた」と答えている[7]。

栗本慎一郎説
栗本慎一郎が学生時代にアルバイトで考案したとする説があり、『お菓子帖』や1998年刊唐沢俊一『トンデモ一行知識の世界』に記載されている。
『お菓子帖』の中で、この説をカルビーは否定している。なお栗本は松尾雅彦と大学の同級生であり、松尾を介して幾つかカルビー商品に関わっている。
伊藤アキラ説
JASRACにおける著作権登録者（作詞伊藤アキラ、作曲筒井広志、出版者アストロミュージック出版、作品コード019-6931-5、ISWC T-101.139.323-8）。
1965年ごろアストロミュージックの伊藤アキラと筒井広志でCMソングを作った、とされる。
電通説
日高欽治説
日高欽治およびその周辺者の証言によると、1964年大広の日高欽治が「手がでる、手がでる、かっぱえびせん。やめられない、とまらない、かっぱえびせん。」とコピーを発案し、日高の友人だった小川よしあきが作曲、大広の保泉芳伸と関安三郎がそれぞれ演出・オーディオ全般を担当し、CMを制作したという。
カルビーから大広に15秒のCM制作の依頼があり、これを大広の東京の録音スタジオで制作し1964年からTVで流したが、のち電通が取り仕切ることになったため半年ぐらいで打ち切りとなったという。その電通が1965年新たに作ったCMは、大広が作った「やめられない、とまらない」のコピーと歌をそのまま使っていたという。大広版は放送回数が少なかったため売上には直接つながらなかったが、電通版は露出度が増えたため爆発的売上につながったという。
2007年アストロミュージックはカルビーがCMソングの一部を使っているとして使用支払いを訴え、カルビーは契約したとされる。
ある雑誌でキャッチコピーの発案者が不明との記載を見た日高欽治は元同僚の勧めもあり、2010年自分がこのコピーを発案した旨をカルビーに手紙を送り、伊藤秀二カルビー社長と面会して誕生秘話について話し、それがカルビー社内報に載る所まで進んだ。その後カルビー側は態度を一転、CMを他社（アストロミュージック）が著作権登録していたという理由により掲載が見送られ、更にカルビーは公式的に「社員が考えた」と答えるようになった。これに対して日高は名誉毀損を理由に2017年7月東京地裁に訴訟を起こした。2018年3月26日東京地裁は、「社内報への掲載は具体的内容と伴った契約とは認められず、日高がCMを製作した事実の確認は裁判における事実確認の対象にはならない」といった理由で訴えを却下した。

## CMソング
「やめられない、とまらない」の歌詞を含むCMソング。
- 「かっぱえびせん」
  - 作詞：電通[注 4]、作曲：筒井広志、歌：前川陽子、ハニー・ナイツ
  - CD『オリジナル版 懐かしのCMソング大全(3)1966〜1973』『コマソン黄金時代 懐かしのTV-CM大全集(1962〜1973)』に収録。
- 「かっぱえびせんプラス・アルファ」
  - 作詞・作曲：浜口庫之助、歌：浜口庫之助、ソニア・ローザ
  - CD『オリジナル版 懐かしのCMソング大全(5) 1974〜1979』に収録。